# Combined Task Force 151
Combined Task Force 151 (CTF 151) er en international maritim task force, der blev etableret som et forsøg på at dæmme op for pirateriet ud for Afrikas Horn.
CTF 151's operationsområde er Adenbugten og ud for Somalias østkyst, et område på omkring 6,5 millioner kvadratsømil.
CTF 151 blev etableret i januar 2009 og har mandat til at forebygge, standse og afskrække pirateri i området for at opretholde sikkerheden og retten til den frie navigation i internationalt farvand.
Danmark overtog i december 2013 chefansvaret for Combined Task Force 151. Det skete da flotilleadmiral Aage Buur Jensen overtog opgaven, som han skal bestride frem til februar 2014.

## Oprettelse
Fra 2002 fandtes en anden flådestyrke hvis opgave var at bekæmpe terrorisme i området. Denne flådestyrke var også navngivet Task Force 151, men blev opløst i 2004.
Den 8. januar 2009 offentliggjorde US Navy viceadmiral William E. Gortney fra i den 5. flådes hovedkvarter i Bahrain, at man genoprettede Task Force 151 med det formål at stoppe pirateri ud for Somalia. Kontreadmiral Terence E. KcKnight ville blive den første styrkechef. USS San Antonio (LPD-17) blev flådens første flagskib.
Søværnet deltog i starten af 2009 med støtteskibet L16 Absalon efter skibet forlod Task Force 150 samt Søværnets Taktiske Stab.

## Styrkens flagskibe
- Munmu the Great (976)
- USS San Antonio (17)
- USS Vella Gulf (72)
- USS Boxer (4)
- USS Gettysburg (64)
- USS Anzio (68)
- USS Chosin (65)